# Janine Rubinlicht
Janine Rubinlicht (Ieper, 27 september 1930- Brussel, 29 maart 1988), geboortenaam Jeanne Tryssesoone, was een 20e-eeuwse Belgisch violiste en gambiste.

## Levensloop
Ze studeerde eerst in Ieper en even later aan het Koninklijk Conservatorium Brussel; ze behaalde er eerste prijzen in onder meer kamermuziek en viool, dat laatste onder Maurice Raskin. Vermoedelijk al tijdens haar studie trad ze toe tot ensembles, zoals Pro Musica Antiqua van Safford Cape en het Alarius Ensemble (ze was één van de initiatiefnemers) met Sigiswald Kuijken, Wieland Kuijken en Robert Kohnen (van 1958 tot 1972). 
Ze werd specialiste in oorspronkelijke uitvoeringen van barok- en renaissancemuziek op oorspronkelijke instrumenten, ook in ensembleverband van La Petite Bande, met Gustav Leonhardt en Sigiswald Kuijken en Affetti Musicali met Philippe Pierlot en Bernard Foccroulle. Ze was ook enkele tijd betrokken bij het ensemble Musica Antiqua van Ton Koopman. Zo nam ze onder meer werken op van François Couperin en Jean-Philippe Rameau. Tot aan haar dood gaf ze naast oude muziek concerten met hedendaagse klassieke muziek, samen met het ensemble Musique Nouvelle ven Pierre Bartholomée.
In het begin van haar loopbaan bespeelde ze tevens vedel en discant viola da gamba.